# Pokémon GO
Pokémon GO（ポケモン ゴー）は、ナイアンティックと株式会社ポケモンによって共同開発されたスマートフォン向け位置情報ゲームアプリ。対応プラットフォームはAndroidとiOS。本項目では関連デバイス「Pokémon GO Plus、Pokémon Go plus +」についても解説する。
日本のメディアでは一般的に「ポケモンGO」として報道されている。以下、本項目では原則として「ポケモンGO」と表記する。また、本項では原作ゲーム『ポケットモンスター』シリーズの各作品に対して、「ポケットモンスター」または「Pokémon」の表記を省略し、例として『赤・緑』『LEGENDS アルセウス』と示す。なお、『Let's Go! ピカチュウ・Let's Go! イーブイ』については『ピカブイ』と表記する。

## 概要
Niantic Labsによるアプローチにより、任天堂の岩田聡と株式会社ポケモンのCEO石原恒和が協力してお馴染みのポケモンキャラクターと「Ingress（イングレス）」を基礎とする拡張現実（AR）を組み合わせたスマートフォン向けGPS位置情報ゲームである。ポケモンGOの開発には、Google、任天堂、フジテレビなどの各企業パートナーらからの投資資金を受けていた。
ヒューマンキャラクターのデザイン、モデルはクラフターが手がけており、モデリングの担当をしているのも櫻木優平（「INGRESS THE ANIMATION」制作会社と監督）である。
スマートフォンのGPS機能を使用しながら移動することでポケットモンスターキャラクターの捕獲・育成・交換・バトルを画面上でプレイ可能。基本プレイは無料で、課金アイテムが用意されている。また、ソフトバンクショップ、Y!mobile、ファミリーマートなどがスポンサーとしてポケストップおよびジムとして連携している（詳細は#提携店舗制度の項目を参照）。

### 売上成績
2016年だけで9億5,000万ドル（約1090億円）を売り上げた。2017年には売上が落ち込んだが、2018年は対前年比35％増の7億9,500万ドル（約860億円）を売り上げた。2023年2月現在で累計65億ドル（8660億円)を売り上げた。

### ポケモンGOの売却
2025年3月12日、ナイアンティックはポケモンGOを含む位置情報ゲームおよび関連アプリを、モバイルゲーム会社であるScopelyに売却すると発表した。開発人員および運営も同社に移管し、サービスは継続する。

## ゲームシステム
ストーリー
ゲーム中の世界には、不思議な生き物がたくさん生息している。
これらの生き物は総称して「ポケモン」と呼ばれている。ポケモンGOの世界では、ウィロー博士という人物がこれらのポケモンを集めてさまざまな研究を行っている。
ある日、プレイヤー（主人公）は、このウィロー博士に研究の手伝いを頼まれることになった。プレイヤーは、世界中の未知のポケモンをたくさん捕まえて図鑑に登録する、博士にポケモンを送るという壮大な目標をもって旅に出る。
プレイヤーはポケモントレーナーとなり、現実世界を歩いて探索し、ポケモンを捕獲・育成・バトル・交換などを行う。
ポケモンの捕獲
ゲーム内のあらゆる場所では、ポケモンと遭遇する。ポケモンが自分の近くに現れると、スマートフォンが振動して通知する。
フィールド上のポケモンをタップすることで捕獲画面になり、捕獲をすることが可能。現れたポケモンに対して、モンスターボールなどのボールをスワイプして投げ、うまくポケモンに当たると捕獲できる。
昼と夜の概念や場所によって出現率が変わるポケモンもいる。また、種類によってはイベント時などを除いて特定の地域限定とされるポケモンが存在する。複数のフォルムを持つポケモンや対になっているポケモンは全世界をいくつかの地域に分類して地域によって種類が変わることもある。
カメラ機能を使えばポケモンを撮影することができる。新しいポケモンを捕まえると、ポケモン図鑑に登録される。
「ポケモンを調べてもらう」ボタンで、捕獲したポケモンの「こうげき」「ぼうぎょ」「HP」を16段階で評価した値（個体値と呼ばれる）、捕まえた日にち、捕まえた場所をが確認できる。
| 初登場した地方                                                                                                  | 出典                                                            |
| --- | --------------------------------------------------------------- |
| カントー地方・ジョウト地方・ホウエン地方・カロス地方 メガシンカ（USUMアローラ図鑑非掲載・ピカブイに登場しない） | 『ポケットモンスター オメガルビー』                             |
| シンオウ地方・イッシュ地方（USUMアローラ図鑑非掲載）                                                            | 『ポケットモンスター アルファサファイア』                       |
| アローラ地方 シンオウ地方・イッシュ地方・メガシンカ（USUMアローラ図鑑掲載）                                     | 『ポケットモンスター ウルトラムーン』                           |
| メガシンカ（USUMアローラ図鑑非掲載・ピカブイに登場）                                                            | 『ポケットモンスター Let's Go! ピカチュウ・Let's Go! イーブイ』 |
| ガラル地方 | 『ポケットモンスター ソード』                                   |
| ヒスイ地方 | 『Pokémon LEGENDS アルセウス』                                  |
| パルデア地方 | 『ポケットモンスター スカーレット』                             |
| リージョンフォーム                                                                                              | 該当する地方に準ずる。                                          |

ポケモンの育成、進化
ポケモンの強さを表す指標として、Combat Points（CP、コンバットポイント）があり、攻撃力、防御力、HPとポケモンのレベルによって計算される。各ポケモンにはこうげき、ぼうぎょ、HPの3種類のパラメータを16段階で評価した、一般的に「個体値」と呼ばれる値が割り当てられており、同種同レベルのポケモンであっても、この個体値が高いほど強いポケモンとなる。また「アメ」や「ほしのすな」を使用してポケモンのCPをアップ（強化）させたり、ポケモンを進化させたりすることができる。強化や進化を行っても、個体値が変化することはない。一部のポケモンの進化には「たいようのいし」などの進化用アイテムが必要となる。
ポケモンのたまご
ポケモンのたまごは、ポケストップやギフトから入手することができ、ユーザーが指定された距離を現実世界で歩くことで、たまごからポケモンをふ化させることができる。たまごのふ化で手に入るポケモンは個体値が高めに設定されている。
たまごをふ化させることで、ポケモンのほかにも、そのポケモンの「アメ」や「アメXL」を手に入れることができる。
ポケモンによってレア度が変わり、レア度が低いポケモンほど出やすく、レア度が高いポケモンほど出にくくなっている。
トレーナーレベル
トレーナーレベルは、トレーナーの強さを大まかに表す指標である。トレーナーレベルを上げるには、ポケモンを捕まえる、ポケストップを回す、レイドバトルで勝利するなどの行動でもらえるXPを一定値までためることが必要となる。トレーナーレベルが高くなると、「スーパーボール」や「ハイパーボール」、「すごいキズぐすり」など高性能なアイテムがアンロックされる。さらにポケモンの強化上限を引き上げたり、高いCPの野生ポケモンが出現しやすくなる（レベル30で上限に達する）。トレーナーレベルは1から始まり、上限は配信開始当初はレベル40であったが、2020年12月にレベル50に引き上げられた。ただし、レベル41以上へのレベルアップには指定されたタスクのクリアが必要となる。
ポケストップ
ポケストップは、さまざまなアイテムを補給できる拠点である。マップ上のさまざまな場所（名所旧跡・有名なモニュメントなど）に配置されており、モンスターボールや回復アイテムなどの道具が無料で手に入る。
ポケストップの位置情報やその名称には、Ingressのポータルのデータが流用されている。
ポケストップにルアーモジュールを使うことで、30分間ポケモンを引き寄せる効果を得ることができる。この効果はルアーモジュールを使った人以外の人たちも受けることができる。
チームシステム
トレーナーレベルが5以上になると、ゲーム内の3つのいずれかのチームに加入できる。チーム名とチームリーダーは、「チーム ヴァーラー（赤）/チームリーダー キャンデラ (Candela)」、「チーム ミスティック（青）/チームリーダー ブランシェ (Blanche)」、「チーム インスティンクト（黄）/チームリーダー スパーク (Spark)」の3つがある。チームリーダーはシルエットのみだったが公式にチームリーダー名とビジュアルが公開された。この3つのいずれかのチームに所属すると、トレーナーはそのチームの一員として味方ジムの防衛や、相手ジムの攻撃などの活動に参加できる（後述）。
ジム
ジムは、自分のポケモンと相手チームのポケモン同士で試合ができるバトル拠点である。ゲーム内では、さまざまな場所にジムが配置されている。
ジムは占有チームによって色分けされており、反対に誰も属していないジムは「無所属のジム」という状態になる。この「無所属のジム」にプレイヤーのポケモンを配置した場合、プレイヤーが参加している味方チームのものとなる。ジムを獲得した味方チームは、協力してこの「ジム」を守らなければならない。また相手チームがすでに「ジム」を占拠している場合は、そこにジムバトルを仕掛けてジムを奪うこともできる。ジムバトルではポケモンが持つ2つまたは3つのわざを使って、相手のポケモンと戦う。相手のポケモンからの攻撃は、画面を左右にスワイプして避けることも可能。バトルに勝利すると相手の「ジム」の名声の値が下がっていき、ゼロになると「無所属のジム」になる。味方チームの「ジム」では、「ジム」に配置されたポケモンとトレーニングすることができ、「名声」の値と「ジム」のレベルを上げることができた（2017年6月23日廃止、後述）。「ジム」のレベルが上がると、より多くのトレーナーが「ジム」に所属し、ポケモンを配置できるようになる。1人のトレーナーが1つのジムに配置できるポケモンは1匹のみである。
味方ジムを防衛し続けると、チームリーダーから最短で21時間ごとにポケコイン（1ジムにつき10コイン）などの報酬を獲得できたが、後述のシステム変更によって報酬のシステムも改められた。
2017年6月1日、ジムのシステムが変更された。1つのジムには早いもの順に6匹まで配置でき、同じ種類のポケモンを配置することができなくなった。トレーニング機能はなくなった。
ジムに配置されたポケモンには「やる気」が新設され、バトルでの敗北や時間の経過とともに減っていき、0になるとジムから退場する。やる気はきのみを与えることで回復する。中でも「きんのズリのみ」というアイテムを使うと、やる気を1度にすべて回復することができる。
ジム防衛の報酬は10分につき1コインで、1日50コイン（ジム防衛時間が500分＝8時間20分）が上限となる。
ジムバッジが新設され、ジム防衛やレイドによってバッジのランクが無→銅→銀→金とアップする。
ジムにフォトディスクが設置され、ポケストップと同様に回すことで、ジムバッジのランクに応じた数のアイテムが得られる。
タイプ
ポケモンのタイプはフェアリータイプ実装後のものが使われている。
タイプの相性は基本的にゲーム本編と同じだが、ポケモンGOでは「効果がないようだ…」は存在せず、「効果は今ひとつだ」となっている。
相性による与ダメージの倍率はバツグンが1.4倍、今ひとつが0.714倍、本編で無効は0.51倍、ポケモンのタイプとわざのタイプが一致しているときは1.2倍（タイプ相性倍率改定後の数値）。
メダル
ゲーム内にはさまざまなチャレンジがあり、達成すると「メダル」を入手できる。獲得したメダルは、プロフィール画面で見ることができる。またメダルのランクアップによって、そのメダルに対応したタイプのポケモンが捕まえやすくなったり、新しい服飾アイテムが購入可能になったりする。
ポケコイン
有料アイテム。経験値を2倍にする「しあわせタマゴ」やポケモンの出現率をアップする「おこう」など、ゲームを有利に進めることのできるアイテムを購入できる。
ポケモンを調べてもらう
ポケモンの強さを評価してくれる機能でチームリーダー（キャンデラ、ブランシェ、スパーク）が教えてくれる。
相棒ポケモン
持っているポケモンから相棒を選ぶことができ、一緒に歩くことでそのポケモンのアメをボーナスとして手に入れることができる。相棒は変更可能。
デイリーボーナス
毎日ポケモンを捕まえたり、ポケストップを訪れたりするとボーナスとしてXPやほしのすな、特定のポケモンの進化に必要な道具などがもらえる。
新種ポケモンの追加
ポケモンの追加の仕方にもいろいろある。リリース当初はカントー地方のポケモンのみが登場していたが、メタモンについては「へんしん」という特殊なわざを持っていることから遅れて単体で追加された。ジョウト地方のポケモンが追加されたときには、まずは2016年12月にカントー地方のポケモンの進化前をメインとしたベイビィポケモンの卵という形で追加され、その後、2017年2月17日にすべてのジョウト地方のポケモンが追加された。その後、ホウエン地方のポケモンも実装され、さらに2018年11月15日にはシンオウ地方のポケモンも一部実装された。その後2019年7月28日よりイッシュ地方のポケモンの実装が、2020年12月2日よりカロス地方のポケモンの実装がそれぞれ始まった。2022年よりアローラ地方のポケモンの本格的な実装が、2023年9月5日よりパルデア地方のポケモン の本格実装が始まった。ガラル地方のポケモンはホシガリスやバサギリなど一部の実装から始まり、2024年12月の時点では118種類のうち過半のポケモンが実装されている。
ポケモンの実装はゲーム内のイベントに合わせて順次追加されており、一部のポケモンには特別な衣装を着たものも存在する。
色違いのポケモンも2017年3月23日に初登場したコイキングとギャラドスを皮切りに順次実装されている。原作同様低確率で出現するが、野生やレイドといった出会う方法で確率が変化している。基本的にポケモン自体の実装よりも遅れて色違いが実装となるが、色違いも同時に実装されることもある(例としてグルトン系統やオトシドリが挙げられる)。
レイドバトル
2017年7月23日に実装。ジムに「ボスポケモン」と呼ばれるレイドボスが現れ、ジムを占拠する。これに対して最大20人のチームを組み挑戦し、勝利することでボスポケモンを捕獲するチャンスとボーナスアイテムを入手することができる。挑戦には原則1日につき1枚もらえるレイドパスか、ゲーム内ショップやスペシャルリサーチなどで入手するプレミアムレイドパスが必要となる。2020年4月28日にはリモートレイドパスが実装され、フィールドの表示範囲内のレイドや、フレンドから招待されたレイドに参加できるようになった。リモートレイドパスはゲーム内ショップで入手できる他、フィールドリサーチの大発見の報酬アイテムの一つになっている。
ボスの強さ（難易度）は、実装当初は1～5の5段階で設定され、強いボスを倒すほどボーナスアイテムの量が増え、珍しいアイテムが出やすくなる。また、5は伝説のポケモンや幻のポケモンが出現する。後述するメガレイド追加後は難易度が1・3・5とメガレイド(基本的には難易度４であるが、伝説のポケモンや幻のポケモンのメガシンカである場合は難易度６となる)の4段階に整理され、報酬は2・4・5準拠となった。ただし、イベントによっては難易度2のレイドが復活することもある。また、ポケモンはジムにあるタマゴから発生するが、発生前にタマゴの色を見ることで難易度が分かるようになっている。
EXレイド
ミュウツーなどのより強いポケモンが登場するが、公式パートナーや公園のジムでのレイドバトルにより多く勝利しているなどの条件を満たし、場所と時間が指定された招待状が送られた場合にのみ参加ができる。新型コロナウイルスの影響により、2020年3月16日開催分を最後に休止となっている。
メガレイド
2020年8月28日に追加。メガシンカしたポケモンを相手にバトルを行なう。勝利後はボーナスアイテムに加え、本作においてポケモンのメガシンカに必要となる「メガエナジー」が入手できる。また、ゲンシカイキするグラードンとカイオーガについてはゲンシレイドというメガレイドに準じたレイドが存在する。難易度は7。
エピックレイド
2022年10月16日に実装。EXレイドの後継のようなもの。ただし、レイドの開催される現地に赴けば誰でも参加可能である。リモートレイドパスでは参加できない。
シャドウレイド
2023年5月22日より実装。GOロケット団が繰り出す「シャドウポケモン」とバトルする。平日は通常のシャドウポケモンのみが登場し、毎週末には伝説のポケモンのシャドウポケモンも登場する。リモートレイドパスでは参加できない。
マックスバトル
第８世代・ガラル地方のポケモンでは、「ダイマックス」および「キョダイマックス」という巨大化し一般的な技とは異なる専用の技を覚える機能が2024年9月より実装された。それぞれ、ダイマックスバトルおよびキョダイマックスバトルにて、ダイマックスポケモンおよびキョダイマックスポケモンとバトルを行う。マックスバトルでは多くのトレーナーが参加するなどレイドバトルとの共通点がある一方、レイドバトルとは異なりレイドパスではなく「マックスポイント」を使ってバトルを行うなど差異も多い。またレイドバトルでは熟練したトレーナ―であれば一人～少人数でも勝てるバトルが存在するが、マックスバトルとキョダイマックスバトルでは一部の低レベルなマックスバトルを除き数十人のトレーナーが十分に強化したポケモンでパーティを組んで参加しない限り勝つのは困難である。これらのマックスバトルおよびキョダイマックスバトルではあまりに難易度が高いため、トレーナーがなかなか集まりにくい地方ではバトル自体が成立せず参加を断念するトレーナーも続出するなど、課題も明らかになっている。
天気連動機能
2017年12月6日、ホウエン地方のポケモンの実装と同時に天気連動機能が発表された。この機能は現実の天気と連動し、特定のタイプをもつポケモンの出現率が上がったり、ポケモンのわざの威力が上がったりするなどが起こる。たとえば、ポケモンの出現率に関しては、現実で雨の場合にはゲーム内も雨になり、水タイプのポケモンが出やすくなる。ポケモンのわざに関しては、たとえば晴天の場合にはほのおタイプのわざ「ほのおのうず」などの威力が上がり、与えるダメージが増大する。
気象データはアメリカのAccuWeatherが提供している。
ポケモンリサーチ
ゲーム内のお題（タスク）をクリアすることで報酬がもらえる。
フィールドリサーチ
ポケストップを回すことで入手することができるほか、1日1回自動的に入手ができるボーナスタスクが存在する。タスクをクリアすることで1日に1個スタンプが入手でき、7個のスタンプが貯まることで「大発見」と称した、報酬の入手と月替わりで決まっているポケモンを捕獲することができる。
スペシャルリサーチ
ウィロー博士からの調査依頼を受ける形で、難易度が高い複数のタスクをクリアすることでストーリーが進行し、最終的には貴重な報酬が入手できる。ミュウやセレビィなどの幻のポケモンの一部はこの報酬の1つとして出現する。
タイムチャレンジ
イベント期間中にのみ設定されるタスク群。期間が終わるとクリアの有無に関わらず自動的に消滅する。
発展形としてタイムトライアルが存在し、期間が長く設定されている代わり、チャレンジの難易度や報酬の豪華度が上がる。
レベルアップチャレンジ
トレーナーレベルが40以上のときに、レベルアップに必要なタスク群。
フレンド機能・ポケモン交換
2018年6月18日にフレンド機能実装。フレンド機能はギフティングやポケモン交換ができる。フレンドと協力プレイや交換などをすると仲良し度が知り合い→友達→親友→大親友と上がっていき、バトルでの戦いが有利になるなどさまざまなボーナスが発生する。
いつでも冒険モード
Pokémon Go PlusやApple Watchと未連携でポケモンGOを起動していなくても、歩行距離を計測し、相棒ポケモンのアメを獲得したり、卵をかえしたりすることができるモード。
メインシリーズとの連動
任天堂のハードで展開されているメインシリーズとの連動は運用開始前から計画されており、2016年6月15日（PST）に開催されたE3 2016のトークイベントにて2016年11月18日に発売が予定されていたニンテンドー3DS用ソフト『サン・ムーン』との連動予定が公表されていた。しかし『サン・ムーン』での連携は結果的に実現せず、2018年11月16日に発売された『Let's Go! ピカチュウ・Let's Go! イーブイ』（以下『ピカブイ』）にて、『赤・緑』に登場する151種類のポケモンとそのリージョンフォームのみゲーム本編に連れて行ける形で正式な提供を開始することとなった。
また、2019年11月15日に発売された『ソード・シールド』とは2020年11月11日以降、『Pokémon HOME』を介してゲーム本編に連れていけるようになった。
『ポケットモンスター Let's Go! ピカチュウ・Let's Go! イーブイ』との連携機能
本作品と『ピカブイ』を連携させることで、本作品で捕まえたカントー地方のポケモンを『ピカブイ』に連れてくることが可能で、同作内で送られてきたポケモンを使うことが可能になるほか、本作側でも「ふしぎなはこ」というアイテムがもらえる。また同作品専用コントローラー「モンスターボール Plus」も後述の「Pokémon GO Plus」と同様の本作品との連携機能を使うことができる。
『Pokémon HOME』との連携機能
ポケモンGOをニンテンドーアカウントとリンクさせることで、本作で捕まえたポケモンを『Pokémon HOME』経由で『ソード・シールド』以降の作品に連れていくことができる。『ピカブイ』のケースと同様、本作側では「ふしぎなはこ」というアイテムがもらえる。
GOからPokémon HOMEに送り出さないとどのシリーズでもほぼ入手不可能なポケモンとしてはメルタン、トリミアンの一部フォルムのみとなっている(2025年現在)。
『スカーレット・バイオレット』との連携機能
本作と『スカーレット・バイオレット』と連携させ、本作でフレンドと交換したポストカードのデータを送信すると、『スカーレット・バイオレット』側ではポストカードの地域に応じた模様のビビヨンが一時的に野生で出現し、本作側ではコレクレー（とほフォルム）の出現に必要なアイテム「だいじなたからばこ」が入手できる。
対戦機能「トレーナーバトル」（13歳以上）
近くにいるトレーナー・フレンド（仲良し度が親友以上ならネット対戦可能）・CPU（チームリーダー）と対戦が出来る。ポケモンGOは野外で遊ぶゲームのため、本家ポケモンゲームの対戦のシステムを採用した場合、時間がかかってしまう。そこで、手軽に対戦できるようにジム戦に改良を加えた対戦方式を採用している。制限時間は4分30秒、お互いが3匹のポケモンを一体ずつ繰り出して戦う。1人2回使える「シールド」で攻撃を防いだり、「ほしのすな」や「ポケモンのアメ」を使って新たに2つ目の「スペシャルアタック」を追加したりできる。リーグは基本の3種類（スーパーリーグ：CP1500以下、ハイパーリーグ：CP2500以下、マスターリーグ：CP制限なし）とイベントに合わせた特殊カップが存在する。対戦の報酬には「シンオウの石」などがあるが、負けても報酬はもらえるようになっている。対戦については本家のように真剣な対戦ではなく、初心者にも楽しんでもらえるような仕組みにしている。Nianticのプレス発表会によると「トレーナーバトル」はまだ初期段階であり今後改良や機能追加は予定されている。
スポットライトアワー
毎週火曜日の現地時間で18時から19時の間に行われるイベント。毎週1種類のポケモンがピックアップされ、その時間帯に出現する野生の殆どのポケモンがピックアップポケモンになる。
レイドアワー
毎週水曜日の現地時間で18時から19時の間に行われるイベント。主にその時期に出現している伝説のポケモンのレイドが「レイドボス」として殆どのジムで出現する。
ポケストップおひろめ
2023年7月9日に全世界に実装された。決められたポケストップで最大200人のトレーナーが対象ポケモンの大きさやCPを競う。上位3名に入ると有料アイテムを入手できる。
ルート
設定されたルートを歩くことで珍しいポケモンに会いやすくなる機能。コース終盤では「ジガルデ・コア」と出会えるチャンスも発生する。2023年12月5日開始の「ルートで会おう！」イベント開始に合わせてマテオという新キャラクターがルート終盤に登場し（必ず出会えるわけではない）、1日1回限定で彼を通じて世界中のトレーナーとギフト交換をすることができるようになった。
チームコラボ
近隣のプレイヤー同士が協力し合ってプレーできる機能。

### Apple Watch対応
2016年12月23日にApple Watchにも対応した。これによりポケストップでのアイテム獲得やポケモン出現時の通知などPokémon GO Plusと同等の機能が提供されるほか、タマゴの孵化やメダル獲得の通知もされ、Apple Watchの画面上での操作が可能になり、さらに移動距離・プレイ時間・消費カロリー・獲得アイテムも画面上で確認可能となっていた。
2019年6月いっぱいで対応を終了した。

### 今後の実装予定機能
ポケモンGOは配信後に徐々に機能が追加されていく未完成のゲームのため、配信直後の段階では未実装な部分が多かった。これはオンラインゲームなどではよくある手法であり、Nianticもこの手法をとっている。そのためNianticは、2016年9月28日時点ではまだ出来は1割であり、ゲームのトレーラーを見れば今後のどのような機能が追加されるのかわかるかもしれないとインタビューでヒントを述べている。ジョン・ハンケCEOは基本的に2週間ごとにアップデートをリリースしたいとインタビューで発言している。2018年時点ではトレーナーバトル追加により初期のイメージPVで見せた機能が一通り揃った。
ポケストップのカスタマイズ（2019年3月時点で未実装）
ポケストップをカスタマイズできるようになる。モジュールを使って一定時間ポケモンセンターに変えたりすることができる。
　⇨現在は一定時間、通常のポケストップとは違うアイテムが出る機能として実装

その他
ポケストップ、ジムの追加、バグ修正、ポケモン育成などの機能の強化などに取り組むと発表。

### Pokémon GO Plus

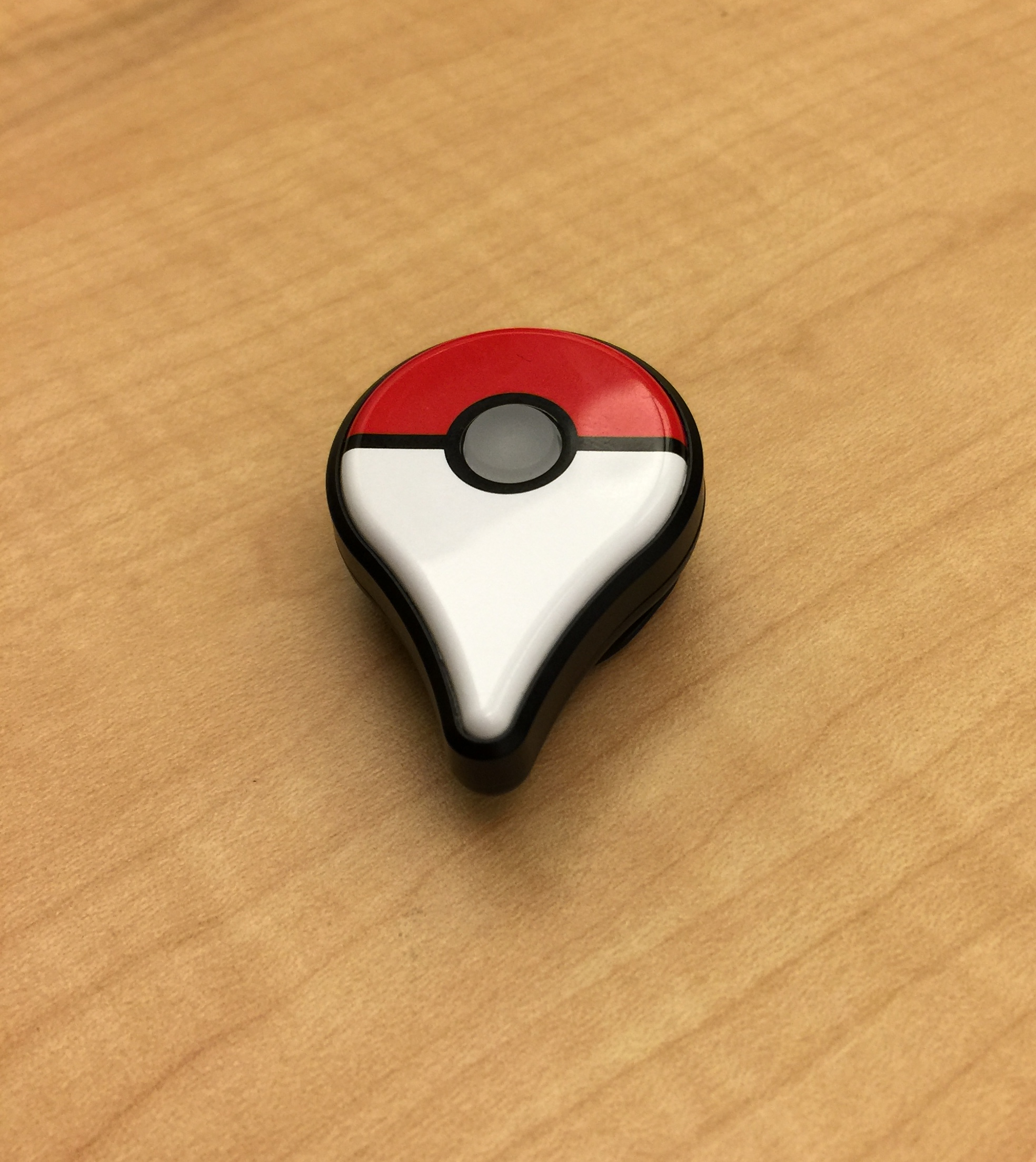
Pokémon GO Plus

Pokémon GO Plus（ポケモン ゴー プラス）は、任天堂が発売するスマートフォン連携デバイス。Bluetooth Low Energyでスマートフォンと連携しさまざまな操作ができる。2016年9月16日に発売。
同NianticのIngressで歩きスマホが問題となった経緯から、歩きスマホを防止するため、振動で通知されスマートフォンの画面を見なくてもポケモンGOを遊ぶことができるデバイスを開発したものである。またPokémon GO Plusを持っていると少し得をするサービスの提供も予定している。2019年現在、生産が終了し実質的な後継機種としてモンスターボールPlusが提供されている。電池式から充電式になり、フォトディスクのオートスピン機能などが追加されている。
ポケモンを捕まえる
ポケモンが近くに出現すると、Pokémon GO Plusが振動し、プレイヤーにポケモンの存在を知らせる。この状態からPokémon GO Plusについているボタンを押すとポケモンを捕まえることができる。成功か失敗かはランプと振動のパターンで分かるようになっている。2016年9月23日のアップデートで「おこう」効果のポケモンも反応するようになった。
ポケストップに立ち寄る
ポケストップの近くを通ると、ポケモンが現れたときとは異なるランプの色と振動パターンで知らせる。この状態でPokémon GO Plusのボタンを押すと、ポケストップから道具を手に入れることができる。
スマートフォンがスリープ状態でも歩いた距離が反映される
バックグラウンドで動作しているときでもたまごを孵したりすること、相棒のポケモンのアメをもらうための歩いた距離が反映される。
ぼうけんノートで行動を確認
スマートフォンがスリープ状態でもPokémon GO Plusは動作可能で、ぼうけんノートで行動を確認することができる。

### イベント
期間限定でイベントを開催している。最近（2023年現在)では、1週間などといった期間で、月に3回程度行われている。

#### コミュニティ・デイ
2018年より実装された、ある特定のポケモンが大量発生するイベント。毎月1回、特定の時間帯だけ、週末に開催されている。ファンの間での通称はコミュデイ。
イベント中はアイテムの効果時間が延長され、さらにXPもしくはほしのすながボーナスにより多く獲得できるようになるが、プレイヤーのアクセスが集中して通信障害が発生するケースが毎回のように起こり、問題になっている。ピックアップポケモンをイベント時間とその後数時間の間に最終進化系に進化させると、特別な技(レガシー技)を習得させることができる。また、不定期にコミュニティ・デイ（復刻）と称して過去に対象になったポケモンを再度ピックアップすることもある。また、毎年12月の開催分は2日間にわたって開催され、この年と前年にピックアップされたポケモンが出現する。

#### 毎年恒例のイベント
毎年恒例のイベントが実施されている。
ハロウィンイベント
2016年の10月26日から11月6日まで実施されたのを皮切りに毎年10月から11月に行われている。ゴーストタイプのポケモンが出やすくなったりポケモンのアメが多く貰えるなどのボーナスがある。
2020年はラテンアメリカ地域でDía de Muertos(日本語で死者の日の意)というミニイベントが行われ、2021年以降はハロウィンイベントとは独立した毎年恒例のイベントとして全世界で行われている。
クリスマスイベント / ウインターイベント
2016年の12月13日から12月31日に行われたのを皮切りに毎年12月に行われている。
2016年はサンタの帽子をかぶったピカチュウが出現。ライチュウに進化させてもサンタの帽子はかぶったままである。
バレンタインイベント
2017年2月9日から2月16日に行われたのを皮切りに毎年2月に行われている。
プリンやピッピなどのピンク色のポケモンや、メスしか存在しないポケモンがが出やすくなったりポケモンのアメが多くもらえる。また、ルアーモジュールの稼働時間が6時間に延長された。
Pokémon GO Tour
2021年より毎年2月下旬に実施されているイベント。一部有料の年と完全有料の年がある。2021年はカントー地方、2022年はジョウト地方、2023年はホウエン地方のポケモンがピックアップされた。1週目は特定の都市で、2週目は全世界で実施される。2週目の全世界(グローバル)開催の際は地域限定ポケモンを捕獲する大チャンスとなる。なお、2024年はシンオウ地方のポケモンがピックアップされる予定。
Pokémon GO Fest
毎年8月に実施されている大型イベント。一部有料。上旬から中旬にかけて世界の三都市でリアルイベントが実施され、下旬に全世界でグローバルイベントが実施される。
Pokémon GO City Safari
2023年10月より順次開催されているイベント。世界の特定の都市で実施される。完全有料。
グローバルチャレンジ
不定期に実施されている。期間中、全世界のトレーナーが協力して一定の成果を上げると以下の報酬を手に入れることができる。
2017年11月20日から26日までの7日間が初実施で、以下のような報酬を得られた。
- ブロンズ：世界で合計5億匹のポケモンゲット達成で
  - XP2倍
  - ルアーモジュールの有効期間が6時間
  - ポケモンが世界中で多く見つかるようになる
- シルバー：世界で合計15億匹のポケモンゲット達成で
  - ブロンズの報酬とあわせて
  - 「ほしのすな」2倍
  - ポケモンが世界中でより多く見つかるようになる
- ゴールド：世界で合計30億匹のポケモンゲット達成で
  - シルバーの報酬とあわせて
  - ガルーラが東アジアに登場
  - カモネギが世界中に登場

#### 短時間イベント
特定の日に行われるイベントが存在する。
コミュニティ・デイ
ふかの日
リオルやルリリといったタマゴから孵化することによって入手できるポケモンが1種類ピックアップされ、ポケストップから入手できるタマゴからの入手率が高くなるイベントだ。
レイドデイ
特定のポケモンが1時間×3回、全てのジムにレイドボスとして登場する。実施日は約2時間前からレイドボスが出現しなくなり、時間になると一斉にレイドバトルが始まる。そのため、当日はレイドが出現しない時間が存在する。また、当日は無料で貰えるレイドパスの数が増加する。
リサーチデイ
特定のポケモンがピックアップされ、リワードが対象ポケモンであるフィールドリサーチを行う。色違いの出現率がアップされることが多い。
マスタリーシリーズ
リワードがピックアップされたポケモンであるフィールドリサーチやタイムチャレンジを行うという点ではリサーチデイと同じであるが、ボール投球時のスロー方法に着眼点を当てたもの。

#### その他のイベント
恒例のイベント以外にも以下のようなイベントが随時開催される。
『ポケモン』誕生記念イベント
『ポケットモンスター 赤・緑』の発売21周年を記念して、2017年2月27日〜3月7日の期間中、とんがり帽子をかぶったピカチュウが出現。ライチュウに進化させてもとんがり帽子はかぶったまま。

## 動作環境
推奨動作環境は以下となる。
Android版
Android 9以降
解像度 720x1280以上（タブレットには最適化されていない）
Intel CPU搭載端末はサポート対象外
iOS版
iOS 15以降
iPhone 6s以降
ジェイルブレイク（脱獄）端末はサポート対象外である。
また、以上に加え、モバイルデータ通信環境（3G、4Gなど）、GPSによる位置情報取得、磁気センサーによる方角探知、ARモードを使う際はジャイロセンサーと背面カメラが必要となる。また、Pokémon GO Plusを使用するには、Bluetooth接続環境が必要となる。

## 沿革

配信済みの国の地図

株式会社ポケモンCEOの石原恒和らにとって、虫取りをもともとのモデルとするポケットモンスターを現実世界に融合し双方を豊かにしていくことは、1990年代にポケットモンスターが生まれて以来の構想であり、当初より捕まえたポケモンを通信機能で交換できるようにするなどの試みがなされてきた。
2014年4月1日にはエイプリルフール企画として、任天堂、株式会社ポケモン、Googleのコラボレーションによって、Google マップを利用した「ポケモンチャレンジ」が行われ、ここにポケモンGOの前身が求められる。ポケモンチャレンジの開発者は、Googleにおいてマップエンジニアを担当していた野村達雄であった（同氏はのちにポケモンGOでプロダクトマネージャーを担当）。
一方で、Googleの社内ベンチャーとしてナイアンティックを立ち上げ、2012年に位置情報ゲーム「Ingress」をリリースしていたジョン・ハンケは、Ingressがコアなゲーマーには人気だったが、Google社内での評価は芳しくなかったことに悩みを抱え、多くのユーザーを獲得するために有名キャラクターを使った位置情報ゲームの開発を模索していた。ジョン・ハンケはポケモンチャレンジ企画の成功を知り、「これを現実の世界でできないか」と部下の川島優志に相談する。川島はマウンテンビューにおいて野村と面識があったために、ポケモンチャレンジで任天堂などと関わりのあった野村を介して2014年5月にポケモン社へ企画を持ち込むことになる。石原恒和はIngressのファンであったこともありジョン・ハンケと意気投合し、任天堂社長・岩田聡の協力もとりつけ、2014年夏からポケモンGOの開発が始まった。なお、開発に関わってきた岩田聡は2015年7月に急逝している。
2015年
- 9月10日 - 株式会社ポケモン代表取締役社長の石原恒和が『ポケモンGO』を開発中であることを発表。

2016年
- 3月29日 - 日本でフィールドテスト開始。
- 7月6日 - オーストラリア、ニュージーランド、アメリカで先行サービス開始。
- 7月13日 - ドイツでサービス開始。
- 7月14日 - イギリスでサービス開始。
- 7月15日 - イタリア、スペイン、ポルトガルでサービス開始。
- 7月16日 - フランスを除くヨーロッパ25か国でサービス開始。
- 7月17日 - カナダでサービス開始。
- 7月22日 - 日本でサービス開始。
- 7月24日 - フランスでサービス開始。
- 7月25日 - 香港でサービス開始。
- 8月3日 - ブラジル、メキシコなど中南米諸国でサービス開始。
- 8月6日 - ASEAN加盟国および中華民国（台湾）、パプアニューギニア、ソロモン諸島、フィジー、ミクロネシア連邦の15か国でサービス開始。
- 9月29日 - アルバニア、ボスニア・ヘルツェゴビナ、マケドニア、セルビアおよびマカオでサービス開始。
- 9月30日 - 中央アジア6か国でサービス開始。
- 10月4日 - アフリカ31か国でサービス開始。
- 11月17日 - 中東8か国でサービス開始。

2017年
- 1月24日 - 大韓民国でサービス開始。
- 6月18日 - 世界累計ダウンロード数が7億5,000万回を突破。

2018年
- 6月26日 - 市場分析会社によると2016年に7月にリリースしたとき以来の最大のアクティブユーザー数となっている。また5月は1億4,000万ドル稼ぎ去年の同期間より174%増加している。
- 9月11日 - ロシアでサービス開始。

2019年
- 8月1日 - 世界累計ダウンロード数が10億ダウンロード突破。

## 反響と影響

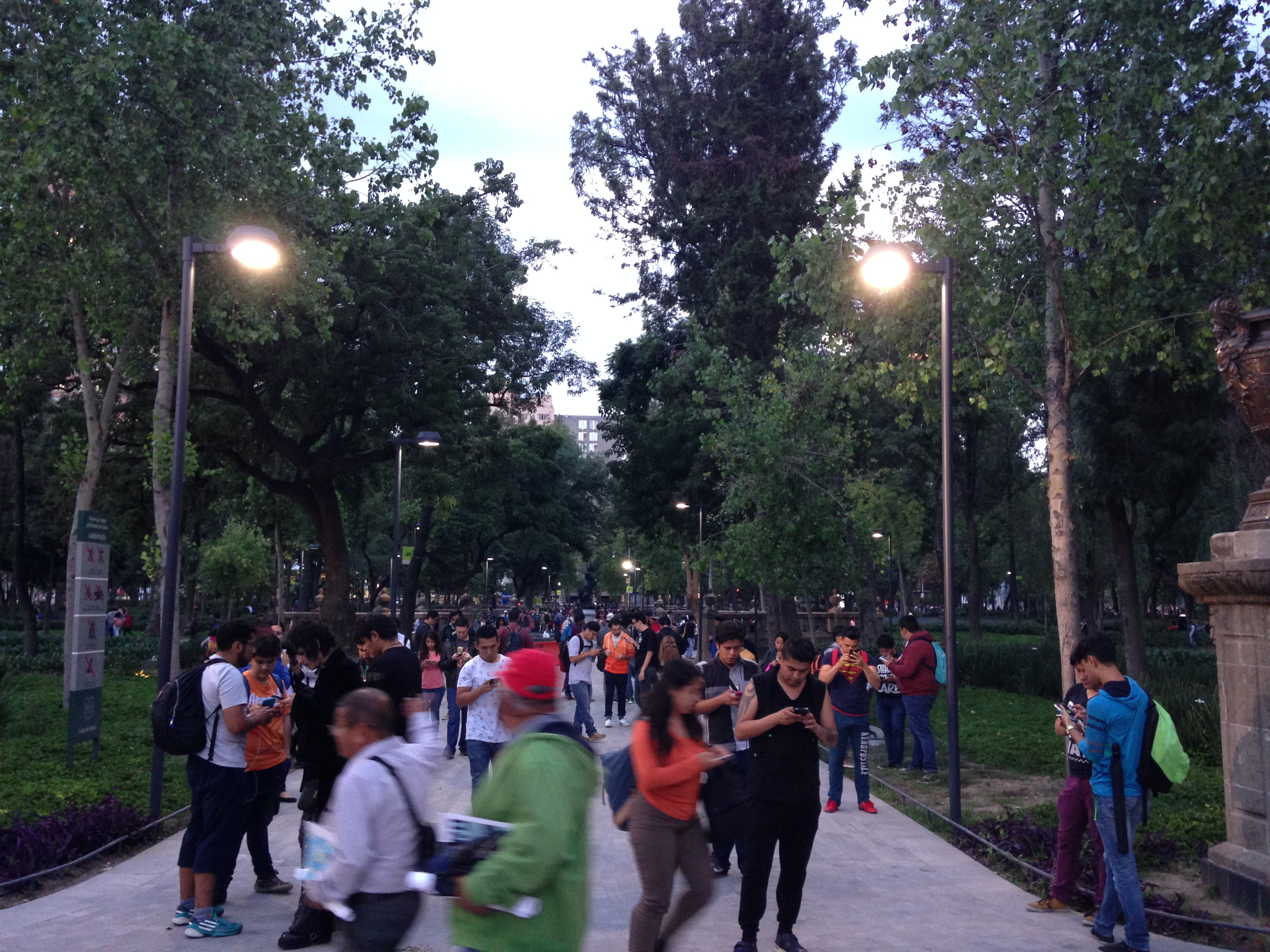
アイテム補給拠点のポケストップには、大勢のプレイヤーが一箇所に集まるという社会現象が世界中で発生した

オーストラリア、アメリカ合衆国、ニュージーランドで2016年7月に先行配信が開始された。ストアでランキング1位を獲得し、米国ではスマホゲームの利用者数が歴代首位となっている。またオンライン・リサーチサービスのサーベイモンキーがAndroidアプリ市場でゲーム以外のアプリとの比較調査を行った結果、X（旧Twitter）を抜きGoogleマップに迫る勢いであると発表。米国では開始1週間で利用者6,500万人を越えた。
当初想定したよりも速いスピードで大人気になったため、多大なサーバ負荷（load）が発生し、配信がすでに決まっていたイギリス、オランダでのサービス開始は一時見合わせることになる事態が発生した。またオーストラリア ではアプリをダウンロードしようとする人が殺到しサーバーがダウンした。
任天堂は正式な数値の発表をしていないが、米調査会社が公開4日で売上14億円を突破したと発表。
アメリカではAndroidユーザーがWhatsAppやInstagramなどのSNSより「ポケモンGO」に多く時間を費やすようになったことが、データ解析を手がけるSimilarWebにより明らかになった。
配信前の日本では連日、先に配信が始まったアメリカなどの各国で社会現象が起きているという旨の報道がなされ、日本での配信開始への期待が高まっていった。NHKをはじめ、テレビ各局や新聞社などのマスメディアは配信前にも関わらず、特集を組むなど異例の賑わいを見せた。日本でも配信開始後、App Storeの無料アプリ総合ランキング1位になり、TwitterのトレンドもポケモンGO関連ワードで埋め尽くされるなど反響を呼んだ。
先行配信された国での社会現象報道は日本だけではなく配信予定の各国でも報道されたため話題になり、AppStoreでのダウンロード数は36か国で首位となった。
AppleはポケモンGOの初週ダウンロード数について語り、App Store史上最高であると発表した。CEOのティム・クックは決算発表後のアナリスト向け電話会見で、「驚くべきことが起きている」と答えた。
モバイルアプリを分析しているSensor Towerの分析で、過去にヒットしたスマホゲームでも大台である5,000万本突破した日数は77日間だが、ポケモンGOは19日間で突破する大記録を達成したと発表。
日本ではリリースした7月21日からの11日間で267番組、累計31時間43分9秒の露出で、234億1,194万円の広告効果となった（エムデータ調べ）。
NianticはポケモンGO公式サイトにおいて、ポケモンGOは8週間で5億ダウンロードを達成し、約46億km距離を歩いたと発表した。

### 影響

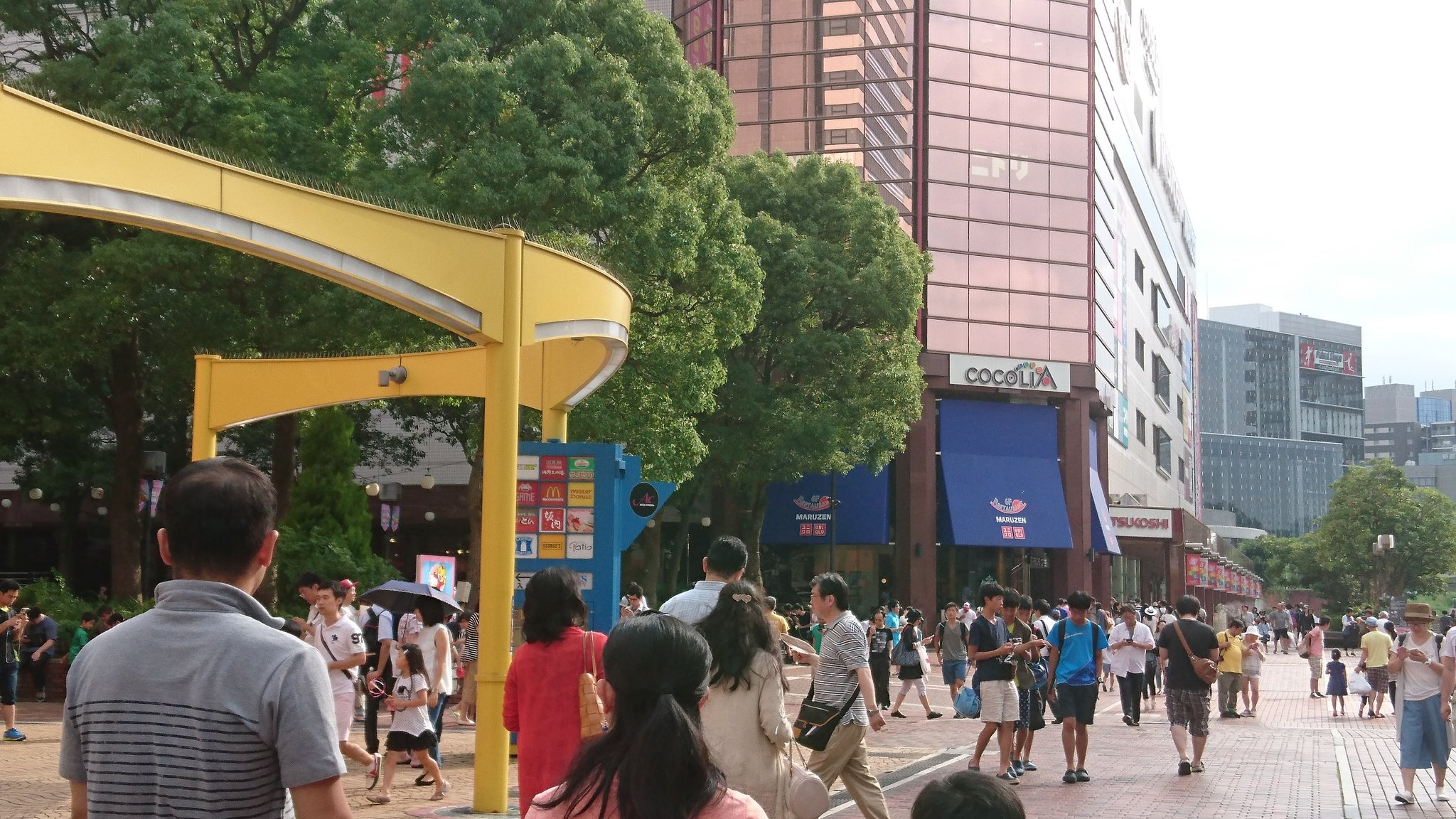
ポケストップの集中する場所にたむろする人々（東京都・多摩センター）

ポケモンGOは任天堂が直接開発したゲームではないがヒット報道により、任天堂株が一時ストップ高となり、任天堂株が連日急騰し売買代金は東証の1割超になっただけでなく、DeNAや第一パンなどの関連銘柄も上昇するなど、株式市場では「ポケモノミクス」と呼ばれる現象が起こった。
ポケモンGOの波は米音楽業界にも波及し、音楽ストリーミングサービスのSpotifyではポケモン関連ソングが急浮上し、テーマ曲の再生が3倍になるなどしている。
ポケモンGOでは距離の表示に世界標準のメートル法を採用しているが、アメリカ合衆国ではヤード・ポンド法が一般に使われているため、距離がわからないユーザーがキロメートルをマイル （1マイル≒1.609 km）に変換する検索を多数した結果、「2km to miles」「5km to miles」「10km to miles」といったワードが急上昇ワードとなった。
イスラエルとパレスチナでも注目され、パレスチナでは、イスラエルが占領する地域の現状について伝える手段としてポケモンGOが用いられた。
ポケモンGOによる電池の消費量が大きいため、スマートフォン用のモバイルバッテリーの売上が急増し、101%売上増となった。
アメリカのアイダホ大学では身体活動の授業にポケモンGOを取り入れ「Pop Culture Games」講座を秋からはじめると発表した。
日本マクドナルドはポケモンGOとコラボしたことも影響して2016年7月の売上が前年同月比26.6%増加した。
「日経MJヒット商品番付」東横綱（日本経済新聞社）、「SMBCヒット商品番付」西横綱（SMBCコンサルティング）、「2016年 ヒット商品ベスト30」（日経トレンディ）で第1位、第29回DIMEトレンド大賞（小学館）、2016ユーキャン新語・流行語大賞トップ10、2016年度ネット流行語大賞銀賞（第2位）、第3回Yahoo!検索大賞 カルチャーカテゴリ ゲーム部門賞など、2016年のトレンドとして新聞や雑誌、ネットメディアにも取り上げられている。
また、開発チームが「ベストチーム・オブ・ザ・イヤー2016」を受賞した。
2017年1月4日には、「日経優秀製品・サービス賞 2016」の日本経済新聞賞 最優秀賞を受賞した。
Niantic社ジョン・ハンケCEOはインタビューでリリース初期の爆発的なヒットでサーバー負荷があり、そちらの作業を優先せざる得なくなりトレード機能などの追加機能をすぐに実装できない状態になっていたとインタビューで語っている。
著名人の手形群「清古尊手形」の収集のきっかけは、清古尊が広島県尾道市にて詩人・谷川俊太郎の足形を見たことであったが、谷川俊太郎の足形を見つけたのはポケモンGOの影響であった。

### ギネス記録
ポケモンGOは5つのジャンルでギネス世界記録となっている。
- モバイルゲームの中では最初の1か月でもっとも売り上げを集めた。
- モバイルゲームの中では最初の1か月でもっともダウンロードされた。
- 世界のモバイルゲームダウンロードチャートの中では最初の1か月でもっとも多く同時にトップを獲得。
- 世界のモバイルゲーム売上チャートの中では最初の1か月でもっとも多く同時にトップを獲得。
- モバイルゲームの中では売上高1億ドルにもっとも早く到達した。

### 各国での現象
配信対象外の韓国での現象
大韓民国は、法律で地図データの国外輸出が禁止されており、Googleへの地図データ提供が許可されなかったため、利用可能地域に含まれていなかった。しかし2016年7月の配信当初において、北緯38度線以北の江原道束草市・高城郡・襄陽郡・麟蹄郡などの朝鮮半島東岸地域や、日本海に浮かぶ慶尚北道の鬱陵島でプレイができるという情報が出始めた。さらに7月22日の日本配信開始にともない、蔚山広域市蔚州郡の艮絶串でもプレイできるようになった。配信を利用できるとされた地域にはポケモンGOを試みようと人々が集まり、宿泊施設をはじめとする商業施設は利用客の増加の恩恵を受け、地域活性化につながっている。このため、韓国では正式リリース前にもかかわらず非公式の方法でのダウンロードが100万を突破し、韓国の芸能人も熱狂している。アプリ開発会社ナイアンティックのディレクターが、同月中に韓国を訪問することも伝えている。しかし朝鮮民主主義人民共和国との軍事境界線に近い非武装中立地帯（DMZ）に位置する場所も数か所存在し、誤って地雷原に侵入する可能性もあることから、韓国軍が付近に駐留してプレイヤーに注意を呼びかける事態にもなっている。
その後、2017年1月24日に行われたアップデートにより、韓国でも正式にサービスが開始された。地図データについてはオープンストリートマップのデータを利用している。
日本国内の現象
鳥取砂丘では、砂丘上の砂の動きを調査するための杭がIngressのポータルとして多数登録されており、それがそのままポケストップに指定されたため、サービス開始後多くのプレイヤーが集まった。これに注目した鳥取県が、7月25日に「鳥取砂丘スナホ・ゲーム解放区宣言」を行い、観光資源としての活用を図っている。また鳥取砂丘を「ゲーム解放区」宣言してから訪問者が増えただけでなく、ポケストップが砂丘のさまざまな場所にあるためくまなく歩く人も増え砂丘の動植物に興味を示す人も出てきたという。反面、ポケモンGOのプレイヤーに踏みつけられることでエリザハンミョウをはじめとする動植物の減少も確認されている。
岐阜県美濃市はポケモンGOを積極的に利用すると報じられている。
名古屋市昭和区にある鶴舞公園では、噴水塔周辺が「モンスターボール」に似ていることから「聖地」として話題になった。
大阪の商店街では、有料アイテムのルアーモジュールを使ってポケモンを大量に呼び寄せるイベントを開催した。
東日本大震災で被災した東北3県（宮城県、岩手県、福島県）と熊本地震で被災した熊本県が観光誘致のためNianticと協業しポケモンGOとコラボレーションすると発表。イメージとしてはポケストップ、ポケモンジムの設置やレアポケモンを出現させたりイベントを開催することなどを検討している。岩手県ではNianticのIngressとコラボの経験がある。
京都市では、以前にIngressのイベントを開催し市長も参加したことから市長はポケモンGOにも理解を示しており、ポケモンGOでNianticと連携することを発表した。また京都府知事も「ポケストップ」を活用して京都の歴史と結びつけたいとゲーム内容の充実をNianticに要望した。
ブラジルでの現象
2016年8月にブラジル・リオデジャネイロで「リオデジャネイロオリンピック」が開催された際、世界的に有名なほどの治安の悪さが故に予想以上に集客が望めないなど興行収益的に深刻な問題になり、リオデジャネイロ市長のエドゥアルド・パエスはポケモンGOによる世界各地での経済効果に着視し、ナイアンティックと契約して8月3日に配信を開始、観光名所や各大会会場をポケストップにすることで経済効果を図ろうとした。しかし同時に、ポケモンGO絡みでスマートフォンの盗難や強盗、死亡事故などがブラジル全土で報告され、国際大会期間中なだけにブラジル内でも物議を醸している。

### 類似アプリ
中国での類似アプリ
2016年3月に、中国国内でポケモンGOに類似した「城市精霊 GO」というアプリがリリースされた。ゲーム中に登場するモンスターは精霊という設定であり、一般、火、水など8種類の属性が存在する。これらの精霊は、スマホのGPSデータを使って町中を歩きまわり、捕まえることができる。またプレイ開始直後には、林博士という人物が主人公にレクチャーするなど、ポケモンGOの内容とあまりにも似ており、盗作ではないかといわれている。しかしポケモンGOよりも城市精霊 GOのほうが早くリリースされたため、盗作ではないとする意見もある。
韓国での類似アプリ
2016年秋に、韓国国内でポケモンGOに類似した「モンタウォーズGO」というアプリがリリースされると報道された。開発会社は「拡張現実であるARと、モンスターをコレクションする画期的なオリジナルゲーム」と述べているが、ポケモンGOとあまりにも似ているうえに、もともと別の名前だったものをあえて「モンタウォーズGO」というネーミングにしたとも報じられている。なおこのゲームについては開発元の韓国のネット上でも「丸パクリ」「韓国は名誉も誇りもないのか」などと否定的な反応が出ており、J-CASTニュースが2016年8月5日にポケモンGOの関係者に取材すると「伝えられているものを見る限り、システムやインターフェイスなどなど本当にそのまま、というような感じですね」と驚いており、まだ発売前のため抗議するかどうかは未定だと話した。

### 政治家の反応
アメリカ
アメリカミネソタ州上院議員のアル・フランケンは、個人情報保護、プライバシー保護の観点からの懸念を示した。
米大統領選の民主党候補であるヒラリー・クリントンは、ポケモンGOを使用するキャンペーンをアナウンスし、「誰がポケモンGOを製作したかは知らないが、どうやって彼らを投票に来させるか考えたい」と述べた。一方、米大統領選の共和党候補であるドナルド・トランプは、Facebookにヒラリー・クリントンを皮肉るポケモンGOのパロディ動画を投稿したものの、自身はポケモンGOについて「私はしていないが、みんなプレイしている。間違いない。私は…私に時間があればいいのに」と語っている。
イスラエル
2016年7月13日、イスラエル大統領のルーベン・リブリンは、FacebookにポケモンGOのスクリーンショットを投稿した。
ブラジル
ブラジル・リオデジャネイロ市長のエドゥアルド・パエスは、ブラジルでのポケモンGOサービスが、8月5日に開催されるリオデジャネイロオリンピックより前に開始されることを望んでおり、8月3日に配信開始された。
ロシア
ロシア・クレムリンの報道官 ドミトリー・ペスコフは、記者の質問に対し、「ポケモンは世界文化の宝庫であるクレムリンを訪問する理由にならない」と述べた。
ロシア情報技術・通信省のニコライ・ニキフォロフは、「自身の会社を作り結果を残す人もいれば一日中ソファで過ごす人もいるし、ポケモンの後ろを走って溝に落ちるのを好む人もいる。誰もが自分自身で選ぶが、幸いにも我々は自由な国を持っている」と述べた。一方、「才能のある人々が優秀なゲームを作った。私はいつもの部分、メディアでの水跳ねが欲しいとは思わないが、世界各国の動画情報を収集する特殊機関の関与があってこのゲームが作成された疑いを持っている」とも述べている。
情報社会開発に関する連邦評議会の暫定委員会の会長Lyudmila Bokovaは、「ゲームは、子供の想像力の発展を助け人格を発展させる必要がある。私はこのゲームに肯定的となりうる可能性を何も見ていない」と述べた。
オランダ
オランダ・ナイメーヘンは、ナイメーヘン国際フォーデーマーチのために、多数のポケモン標識を設置した。しかし、標識が何者かに盗まれてしまい、イベントの統括マネージャーであるTeddy Vrijmoetは、「（盗まれたのは）コレクターのためであろう」と語っている。
日本
2016年7月21日、菅義偉官房長官はポケモンGOが世界各地で人気化し「ポケモノミクス」と呼ばれる現象について、一般論として「我が国のコンテンツが海外を含めて広く親しまれることはきわめて喜ばしい」、「コンテンツの海外展開を支援していきたい」と述べた一方、報道によりマナーや安全性について懸念する方もいる。ゲームを楽しむ方々がより安全に楽しむために内閣サイバーセキュリティセンターで注意喚起を出したことも述べた。また、漫画好きで知られる麻生太郎財務相はポケモンGOに対し「海外での例を見ると、精神科医が対処できなかったオタク、自宅引きこもりが全部外に出てポケモンをするようになった」とし「精神科医より漫画の方がよほど効果が出るのが一番大きいんじゃないか」と語った。
中国
中国社会と安全保障に脅威であるとしてポケモンGOを禁止している。
ノルウェー
エルナ・ソルベルグ首相は、スロバキア公式訪問中の2016年8月22日に、スケジュールの合間をぬってブラチスラヴァ旧市街でプレイする姿が報じられた。また同じ月には、国会中にトリーネ・スカイ・グランデノルウェー自由党党首がプレイしている。なお、ソルベルグは10月5日の国会中にグランデが演説中にプレイしていることが報じられている。

### 宗教家の反応
スンナ派の最高教育機関であるアル=アズハル大学次長のAbbas Shoumanは、ポケモンGOをプレイすることは、イスラム教によって禁じられている「飲酒」と同じくらい不正であると述べた。トルコのイマーム組合ディヤネト・センの組合長メフメト・バイラクトゥタルは、トルコにおけるポケモンGOの禁止を提案している。
2016年7月20日、サウジアラビアで、ゲームソフトシリーズ「ポケットモンスター」が反イスラムとの宗教令（ファトワ）が、聖職者団体「高位宗教学者協会」により更新されたとされた。イスラム教は進化論を拒否しており、モンスターが進化するポケモンのゲームは進化論を助長するものであり、神への冒涜にあたるためだという。さらに、ポケモンには、多神教の神を増やしていくことやギャンブルなど、イスラム法で禁じられている要素が含まれていると説明した。ゲーム中で使われているシンボルマークが神道、キリスト教、フリーメイソン、シオニズム（ユダヤ主義）を助長するとも述べていると報じられた。しかし翌7月21日、サウジアラビア政府および高位宗教学者協会は新しいファトワを出していないと否定している。

### 芸能人の反応
ジョン・メイヤー、ジョー・ジョナス、デミ・ロヴァート、タイガ、アビゲイル・ブレスリンなど、多くの芸能人がポケモンGOに夢中になっていることを明かした。ジャスティン・ビーバーもゲームをプレーするためにニューヨークに現れたなどの目撃情報が出ている。韓国でも歌手のチョン・ジュニョンやEXOメンバーのパク・チャンヨルなど数名の芸能人もポケモンGOをプレーしたいと艮絶串へ赴き実際プレーした画像をネットで公開したが、韓国では当時配信対象外であり、そういう意味ではゲーム配信も正式なものではないため物議を醸した。
日本でも中川翔子、藤田ニコル、足立梨花、野村周平、HISASHI、高橋みなみ、山本博、椿姫彩菜、桐谷美玲など、ポケモンシリーズ本編のファンを含む多くの芸能人もポケモンGOに夢中になっていることを明かした。
一方で、漫画家のやくみつるは2016年7月25日放送の『情報ライブ ミヤネ屋』で、「都内で『ポケモンGO禁止』を言う候補者がいたらすぐ投票してます」「路端の植え込みだって、その中にいる虫に興味を示せばいい」「こんなことに打ち興じてる人って、心の底から侮蔑します」などと批判的な意見を述べた。この発言に対し、脳医学者の茂木健一郎は「ぼくは虫にも興味持ちますが、ポケモンGOやってもいいと思う」、医師の高須克弥は「他人の価値観が理解できない人を気の毒に思います」とツイッター上で反論。タレントの水道橋博士は7月27日放送の『モーニングチャージ!』で、作品の危険性を言及しながらもゲームそのものに関しては肯定的な意見を述べ、やく本人との間で論争を繰り広げた。なお、やくの発言を同じく漫画家のすがやみつるの発言と勘違いした人々によって炎上騒ぎに巻き込まれている。
その後、やくは7月26日放送『みんなのニュース』（フジテレビ系）にて、発言の真意について「タクシー運転手から『近頃丸くなったんじゃないの？』と言われた」ことに端を発し「言葉を慎重に選んで、あえてきつい言葉を使った」と、番組上のポジショントークでありゲーム自体への批判ではない旨を語った。水道橋も8月3日放送の『ゴゴスマ -GO GO!Smile!-』（CBCテレビ・TBS系）にて、やくとの論争自体が笑いを取るつもりの“茶番劇”だったが、炎上騒ぎとなったことに困惑した旨を語った。
また、アメリカでも映画監督のオリバー・ストーンはスマホの位置情報を使って実際に歩き回ってポケモンを集めるゲームシステムについて「プライバシーを企業に明け渡す、最新の監視資本主義を体現しており、人々がどのように行動したがっているのかが把握され、その行動に合わせた枠組みが提供される新しい形態のロボット社会が生まれるだろう」と警告している。
土田晃之は、運転中にポケモンGOをプレイして摘発されたニュースについてラジオ番組で触れ、危険ドラッグを使用して運転しているのと変わらないと発言した。

### 追悼施設の反応
ゲームエリアには追悼施設も含まれており、不謹慎であるとの批判がある。アウシュヴィッツ・ビルケナウ博物館はナイアンティックのハンケCEO宛てに「この施設を遊び場に指定するのはやめなさい。きわめて失礼な行為です」とTwitterで抗議を行い、アメリカ合衆国ホロコースト記念博物館やアーリントン国立墓地も、敷地内でポケモンGOをプレイする行為は不適切であるとの見解を示した。

### 正式発表前のポケモン登場による反響
2018年9月22日、「コミュニティ・デイ」のイベント後、約30分間にわたりこれまでのシリーズに登場していない未知のポケモン（名前は「？？？？？？」表記、正体はメタモンで捕まえると未知の姿から戻る）が多数出現し、騒動となった。バグによるものと疑われていたが、9月25日になりこのメタモン達が変身していたのは幻のポケモン「メルタン」であったことが明かされ、『ポケットモンスター Let’s Go! ピカチュウ・Let’s Go! イーブイ』と連携することで捕獲できるようになった。

## 安全対策
ポケモンGOでは安全にプレイするためのさまざまな対策を行っている。
初回起動時には利用規約とともに注意喚起画面が表示されるほか、起動ごとに「周りをよく見て遊んでください」と注意画面が出る。画面をずっと見続ける必要はなくポケモンが現れた場合はスマホが振動して教えてくれる。2016年9月にはアップデートで運転時などにプレイしないように注意喚起画面が出るようになり、同年10月には自動車などの運転中のプレイをしないようにするため一定のスピード以上ではポケモンが捕まえられないような仕組みもできた。さらに同年11月には運転中のプレイをしないようにするため一定のスピード以上ではポケストップの操作もできなくなった。他に、車の助手席や電車内など運転していない場合にプレイできるようにする措置として「私は運転者ではない」ボタンを導入していたが、ボタンを押した場合でも基本的にポケモンは出現しなくなることからこの仕組みを廃止し、車の助手席や電車内なども規制対象になった。
また前述のように「Pokémon GO Plus」という歩きスマホ対策デバイスも発表され、スマホ画面を見なくてもポケモンを発見したり、捕まえたりすることもできる。

### ガイドラインと利用規約
ポケモンGO運営はルールやマナーも守って楽しく遊んでもらうため、「Pokémon GO トレーナー ガイドライン」と利用規約を公開している。ガイドラインではコミュニティーの尊重、プライバシーの尊重、一般社会でのルールを遵守することなどについて明記されている。

### 13歳未満の利用
13歳未満はGoogleアカウントが取得できない。13歳未満は保護者の監督下において安全な環境で利用してもらうため、保護者の同意のうえ、保護者のポケモントレーナークラブアカウントに紐づける形で、13歳未満のアカウントを登録する仕組みがとられている。また子どもに遊ばせる場合、保護者と一緒にプレイするよう呼びかけている。

### 課金の安全対策
ポケモンGOは基本無料のアイテム課金制ではあるが、一般的なソーシャルゲームと違いランダム型での課金システム（いわゆる「ガチャ課金」）がない。これは任天堂の岩田社長とハンケCEOが、ユーザーの射幸心を煽り一部ユーザーから高額課金させてしまうガチャ課金の形を望んでおらず、課金はヘルシーな水準に留めたいということで一致したためとされる。開発責任者の野村ディレクターも、課金については抑える方向で調整した。一部の人に重課金を背負わせる仕組みは健全ではないと思っており、課金設定も課金プレイヤーが極端に有利にならないようにしたと語っている。
ゲーム内の仮想通貨である「ポケコイン」が、日本の資金決済法における「自家型前払式支払手段」にあたる可能性があるとして金融庁が聴取する方針であると報じられ、その後、ポケコインを発行する合同会社ナイアンティック・ペイメントが届出期限である2016年11月30日に金融庁へ届出を行った。
アプリの統計会社Sensor Towerが国別の平均課金額を調査したところ、日本が約2,900円で世界最高であることがわかった。

### 不正対策
2016年10月6日のアップデートで新しい不正対策が導入された。自動化の不正が疑われるとコイルが画面に表示され、続行するにはreCAPTCHAを用いた認証を行う必要がある。

## メリット

### うつ病などの治癒効果
ポケモンGOはGPS位置情報と連動しており、同じ場所に留まると実質的にほとんどプレイ進行できない仕様である。レベルを上げたりポケモンを捕まえるには、半強制的にでも外出して歩き続けなければならないため、体を動かす相乗効果として精神疾患の改善が指摘されている。テクノロジーが人の行動やメンタルヘルスに及ばす影響について研究者をしているJohn Grohol博士は、ポケモンGOについて、あくまで精神療法や服薬の補助という位置づけに留まるものの、うつ病などメンタルヘルスの不調の改善に効果があると指摘し、ポケモンGOがメンタルヘルスの改善に及ぼす効果はかつて前例がないと語っている。
フロリダ州の18歳少女は3年間で必要なとき以外は外出することを避けていたが、ポケモンGOを始めてからは楽しくてすぐに外出するようになり、数日間ゲームのために外出するなどの影響が出ている。また他の例としてBPD（境界性パーソナリティ障害）とうつと不安障害のある女性が家から出られるようになったり、不安障害やうつのある男性がほとんどの時間を家の外で友だちと過ごすことができてポケモンGOがきっかけでうつ病などが改善しはじめている。
英国イングランド在住の17歳少年は、自閉症のため5年ほど家の外に出ることがほとんどなかったが、ポケモンGOをきっかけに外に出られるようになったとBBCが報じている。
ミシガン州の小児科病院では小児患者のリハビリでポケモンGOを活用することを決めた。

### 地域活性化

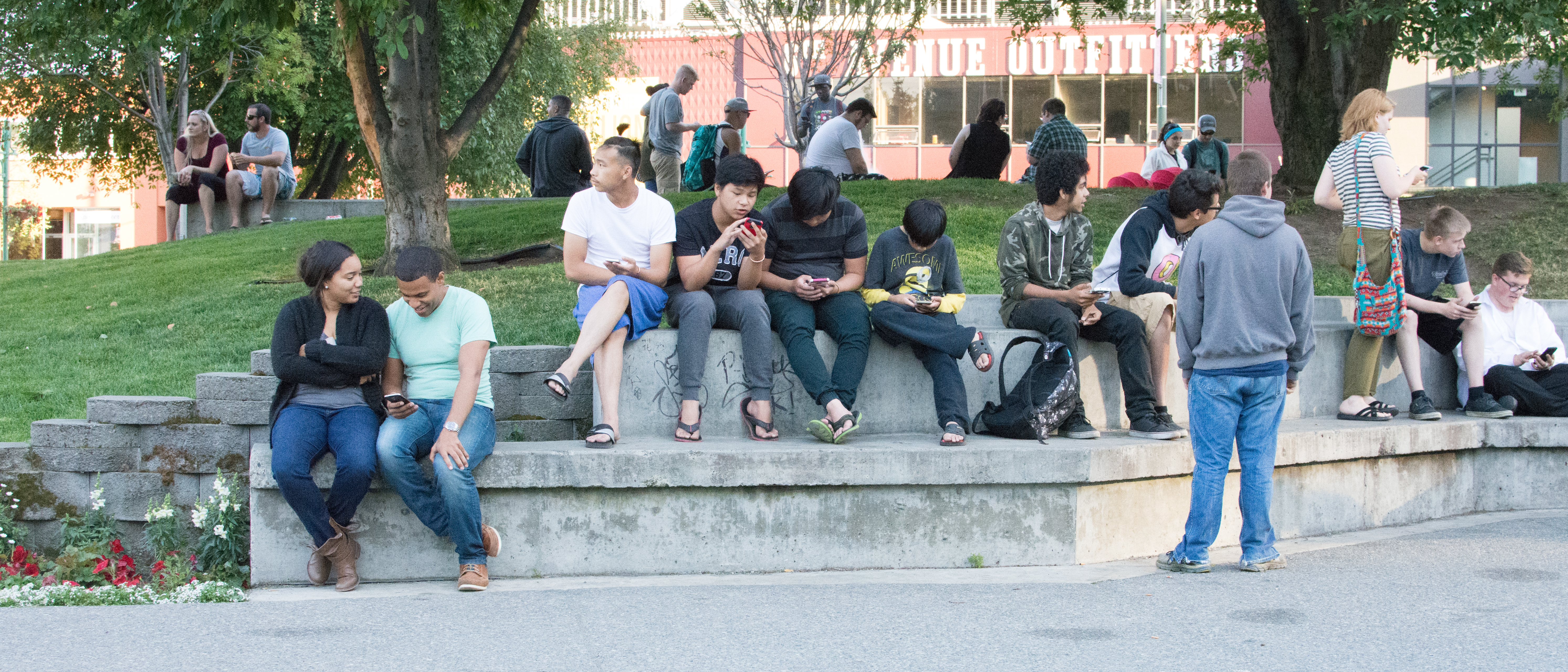
公園に集まるポケモントレーナー（アメリカ合衆国アラスカ州・アンカレッジ）

ポケモンGOは地域活性化にも期待されている。米国で飲食店がポケモンGOを利用した集客をしたところ、客が増えたとの報告が上がっており、ニューヨークのピザ屋では週末に売り上げが75%アップしたとの報告が上がっている。古着屋では「オシャレな古着に身を包んでモンスターボールを探そう」と書いたボードを掲げてポケモンGOを販促に使っている。また美術館では近くにポケモンやポケストップが数多くあることを知り、写真を公式サイト上に掲載し話題を集めたり、ある図書館ではポケモンGOを活用した集客促進を図ることを計画しているなど、ポケモンGOを使った販促が広がりを見せている。
日本の食べログにあたるレビューサイト「Yelp」のアプリでは「PokeStop Nearyby」というフィルターが加わり、ポケモンGO対象店舗で絞り込める機能がついた。
ニュージーランド政府観光局はポケモンGOに反応し、公式サイトで「レアなポケモンたちと遭遇するかもしれない!? 絶景スポット」と実際にレアポケモンがいるかは不明だが、観光スポットとして紹介している。
日本においても地域活性化のイベントは小規模なものから大規模なものまでさまざま行われており賑わっている。東日本大震災被災地の東北地方（岩手県・宮城県・福島県）ではレアポケモンが大量発生するイベントが行われた。同時期に宮城県では公認の大規模イベント「Explore Miyagi」が開催され、ポケストップを増やしたり、コイキング計量大会などポケモンGOを使ったさまざまなイベントが行われ、多くの人が参加し賑わった。石巻市で行われたイベントでは、11日間で10万人もの観光客が訪れ、経済効果は20億円に上った。
神奈川県鎌倉市の市議は自身でポケモンGOで遊んでいる経験を生かし「ポケモンGOとまちづくり」と題して地域活性化を議会提案した。
2017年11月30日、鳥取県はイベント「Pokémon GO Safari Zone in 鳥取砂丘」を3日間開催した結果、約8万9,000人が訪れ、経済効果は3日間で約18億円と、当初目標の4.5倍に達したと発表した。

### 健康
日本運動疫学会がポケモンGOで健康増進につながると期待して声明を発表。
スタンフォード大学とマイクロソフトの研究で、ポケモンGOで遊び始めた人は以前と比べ活動量が平均で26%、１日の歩数が平均で1,473歩増え、健康にもよく長生き効果があると発表した。

## 問題点

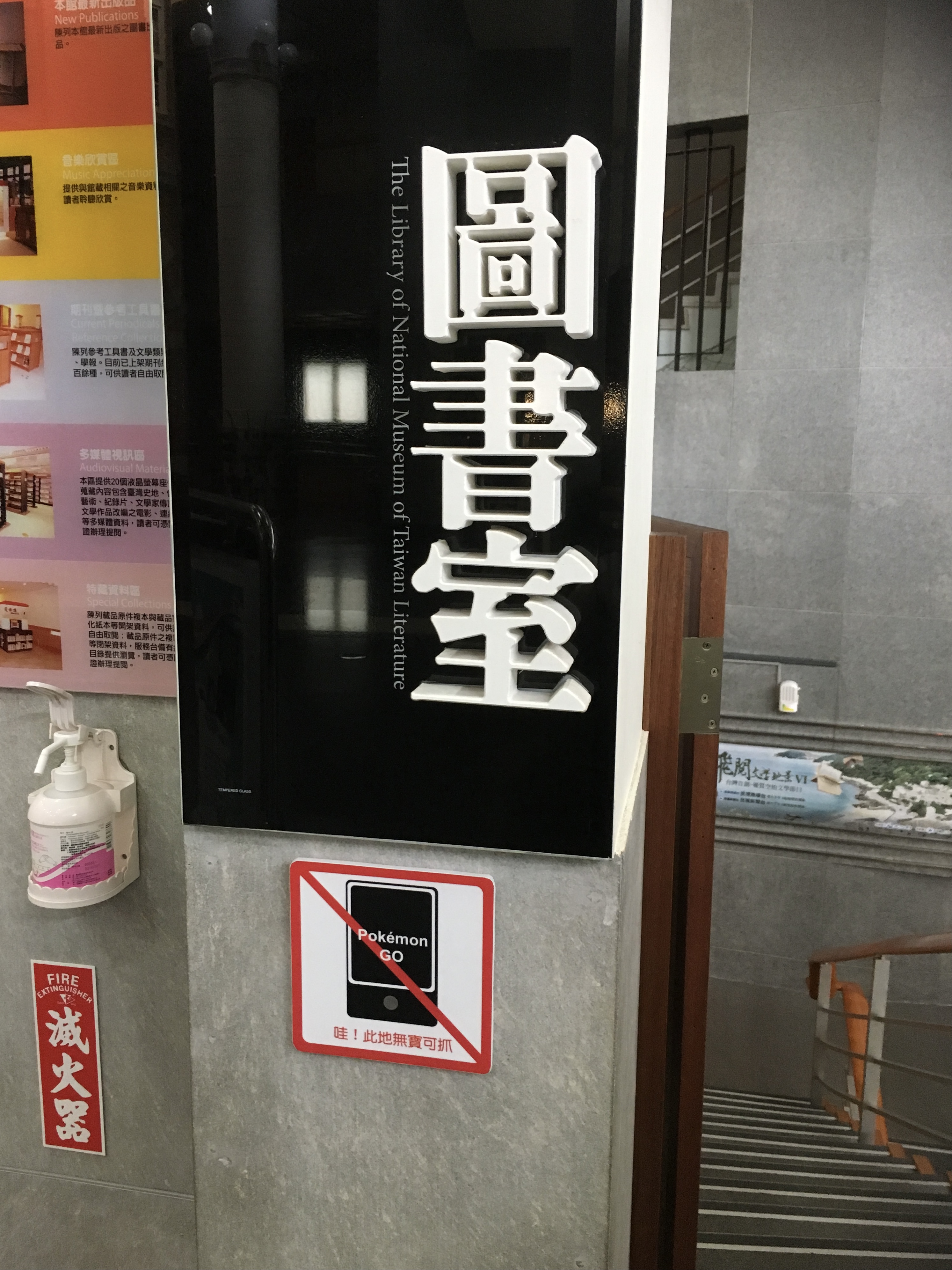
台湾の国立台湾文学館の図書館にある、ポケモンGOのプレイを禁じる標識（2019年）

ポケモンGOは、アプリにおいてもさまざまな安全対策がされているが、それでも世界各国の至る場所でマナーを守らないユーザーが問題を引き起こしている。
こういった問題点に対し株式会社ポケモンは「真偽を含めて詳細を確認し、対応すべきところは善処したい」とコメントを寄せた。

### プライバシーが懸念される問題点
Red Owl Analytics社のAdam ReeveからiPhone（iOS）向けの最初のバージョンが、深刻な個人情報漏洩となる設定であるとの指摘を受けて、2016年8月11日に修正バージョン1.0.1を公開した。
アメリカ合衆国カリフォルニア州のネットワークセキュリティ企業であるFortinet社は、2016年8月11日に解析結果からプライバシーが懸念される問題点をまとめている。
いくつかの国家や、施設では懸念を表明して使用自体に規制や禁止をするまでになった。
アンインストールに際して、サーバー上にあるアカウントデータを完全に消去するには、Niantic社公式サポートページで「Pokémon GO アカウントの削除」申請手続きを行う必要がある。

### 関連した事故・事件・不祥事
ポケモンGOは独特のプレイスタイルとなっているため、その仕様上、歩きスマホや急に立ち止まって交通の妨げとなるなどの問題が生じやすい。
「周りをよく見て遊んでください」と起動時に注意文が表示されるものの、それでもユーザーが夢中になって画面を見てしまい屋外を歩きまわり、歩行者などに衝突したり、転倒するなどして負傷するケースが世界各国で続出している。また、ユーザーが立ち入り禁止の場所に侵入する問題や、自動車を運転中に操作したりなどの危険行為も同じく世界各国で発生している。
侵入事件と訴訟
ポケモンが建物にいる場合は建物に近づくだけで捕まえられるが、オーストラリアではユーザーが夢中になりすぎて警察署内に入ってしまうケースもあった。警察署はFacebook上で「近づくだけでアイテムは獲得できる」と注意している。
旧ユーゴスラビア構成国のボスニア・ヘルツェゴビナでは、ユーザーが危険な地雷原指定地域に立ち入ったという情報を受けて、ポケモンGOの利用者に対して地雷注意の警告が出された。紛争終結から20年経った現在でも、約12万個の地雷が残っているとみられている。
アメリカ合衆国では、自宅の裏庭へプレイヤーが侵入したとしてポケモンGOを訴訟するケースが出てきている。
2016年9月18日、日本の東京都港区お台場にて、レアポケモンが出るという情報が出回った結果、数百人規模の群衆が集まり、道路を塞ぐなどして警察が出動する騒ぎが起きた。群衆は警察官の制止を無視して振り切り、中には進入禁止の自動車専用道路に侵入する危険行為もみられた。
交通事故
2016年7月18日、アメリカ合衆国のボルチモアで、ポケモンGOユーザーが自動車運転中にポケモンGOをプレイし画面を覗き込み、路肩に停車中の警察車両（パトロールカー）に猛スピードで衝突・大破する事故を引き起こした。
日本ではリリースからわずか4日間で71件のながら運転が摘発された。東京都内だけでも自転車を含め、ながら運転による36件の事故が発生した。いずれもポケモンGOの操作に夢中で起きた事故である。8月23日には、徳島県でポケモンGOをプレイしながら軽自動車を運転していたユーザーが歩行者2人を撥ね、1人を死亡させる事故が発生した。愛知県でも同様のながら運転で、8月11日に春日井市で人をはねて死亡させる事故、10月26日には一宮市で横断歩道を横断中の小学生をはねて死亡させる事故（一審で禁錮3年の実刑判決）が起きている。また、9月12日に京都府長岡京市で発生したクレーン車によるひき逃げ事件では、のちの取材でクレーン車の運転手が運転中にポケモンGOをプレイしていたことが明らかになった。この運転手は過失運転致死の罪で起訴され、京都地方裁判所にて禁錮1年6か月、執行猶予5年の有罪判決を言い渡された。
違法駐車
ポケモンGOがリリースされて間もなく、ポケストップが溢れかえる人気スポット周辺での違法駐車が増加した。日本では特に大阪府の扇町公園や、愛知県の鶴舞公園はレアポケモンが出やすく人気なため、夜間でも公園内の駐車場が満車になることが多くなり、停められない車が公園周辺に路上駐車したり、利用時間外まで駐車するケースが相次いでいる。施設の利用時間外駐車の例としては、公園の閉園時間を過ぎて門が閉められてしまい、車が出せず園内に閉じ込められたケースがある。
乗務中のバス運転手による操作
事故や道路交通法における摘発には至らなかったものの、世界の一部の国でバス運転手が運転中などの勤務時間帯にポケモンGOを操作する不祥事が社会問題となっている。
本記事ではバス運転手がポケモンGOを操作していた日本のバス事業者のうち、全国的に頻繁に報道され、また複数回問題視された運行事業者2事業者、および複数回問題視された事業者からの委託事業者1事業者の事例を記載する。なお、両備バスのように、全国的にそれほど頻繁に報道されておらず、また一度のみ問題視された事業者の記述については省略する。
近畿地方の京都府・大阪府・滋賀県・奈良県で路線を展開している、民間バス事業者の京阪バスでは、2016年10月から12月にかけて山科営業所に所属していた同社の51歳男性の運転手と、子会社の京都京阪バスに運行を委託している京田辺営業所で運転手として勤務していた54歳男性の運転手がそれぞれポケモンGOをバス運転中に操作（山科営業所所属の運転手は回送バスの醍醐バスターミナル到着時、京田辺営業所の運転手は八幡田辺線運転時および近鉄新田辺発車時でのそれぞれの運転状況を調査して発覚。いずれも乗客の通報が発端）したことが問題視され、各テレビや新聞、インターネットのニュースで取り上げられる事態となった。このうち山科営業所の運転手については京阪バスによって乗務から外す処分が行われ、京田辺営業所の運転手については、委託元の京都京阪バスにより社内規定に違反したとして即日懲戒解雇の処分となった。
山科営業所での不祥事を受けて、京阪バスでは運転手の乗務時間帯の私有通信機器の所持・使用の禁止や、営業所で封をして保管するなどの再発防止策を検討していたが、検討中に京田辺営業所での不祥事が発生したため、車両への私有通信機器の持ち込みを禁止する計画のみ急遽繰り上げて実行に移し、2度目の不祥事を起こした京田辺営業所では発生翌日の12月3日付、1度目の不祥事を起こした山科営業所および他の9営業所についてもその翌日の12月4日付で実施した。また、子会社の京都京阪バスについても、京阪バスの運行を受託している京田辺営業所では発生翌日の12月3日付、同じく京阪バスの運行を受託している寝屋川営業所と自社の営業所である八幡営業所も、無線交信困難な路線を除き、その翌日の12月4日付で、運転手による車両への私有通信機器の持ち込みの禁止を実施した。
京阪バスでは1度目の不祥事の際に役員の一部も減給および譴責の処分を受けたが、2度目の不祥事の際にも役員4人に対してさらなる譴責処分とした。京都京阪バスでは2度目の不祥事の際のみ、当該運転手の上司であった5人が処分対象となり、常務取締役運輸部長が1か月間減給1割カットの処分を受けたほか、他の4人についても減給および譴責処分を受けた。
その後、京阪バスではこの不祥事を契機に、IT技術を活用して不祥事の再発を防止する機運が高まり、指導運転手が乗務態度を評価したり、ドライブレコーダーに記憶された映像を解析するなどの仕組みを構築するなどのさらなる再発防止策を採用した。
京阪バスでの不祥事以降、日本のバス運転手による不祥事はいったん沈静化したものの、別の地区で2017年にも発生し、同年6月20日8時過ぎには東北地方・宮城県の公営バス事業者である仙台市営バス長町営業所の60歳の運転手が、仙台市太白区の市道で信号待ち中にポケモンGOを操作したことが発覚した。仙台市交通局はこれを重く見て、同年6月23日の発表で運転手の処分を検討していることを表明し、この運転手に対して同年7月19日付で6か月間の停職処分とした。この運転手は同年同月13日より20日までの間の延べ20回の乗務中に、ポケモンGOを152回操作していたことが仙台市交通局の調査で判明した。処分を受けた運転手はこの不祥事の責任を取り辞職した。
なお、仙台市営バスでは前年2016年にも、民間バス事業者の宮城交通に運行を委託している東仙台営業所の43歳の運転手（宮城交通所属）が、同年10月18日18時30分ごろに回送中のバスでポケモンGOを操作しながら運転していたことが原因で、仙台市宮城野区の道路脇の街路樹に衝突する事故を起こしているため、これがポケモンGO関連の2回目の不祥事となった。
深夜徘徊
ポケモンGO絡みの深夜徘徊は、子供から大人まで男女問わず問題となっている。
北海道内では10日間だけでも122人の少年少女が深夜の公園でポケモンGOを遊んでいるところを補導された。東京都内の公園でも夜中に遊ぶプレイヤーによる近隣への影響が相次いだ。特に世田谷区の公園ではレアポケモンが出ると聞いて思いがけない集団行為の例もあり、近隣住人が対象公園の利用を遠慮する声もあった。
不正ツール使用による混乱
ポケモンGOでは不正ツールの使用が禁止されており、運営側は更新により不正ツール対策を施しているが、不正ツール作成側との間でいたちごっことなっている。不正ツールの中でもポケモンの出現時間や場所がわかるマップが特に問題視されている。このマップを使えばレアポケモンの居場所もわかるため、レアポケモンが出た場所に一斉に人が集まり、お台場などでラプラスが出た際には大混乱を引き起こした。

### ゲームシステムの問題点
都市部と郊外部の格差
ポケモンGOはIngressのポータルのデータを流用して作られているため、エージェント（Ingressユーザー）が多い都市部ではポケストップの数は多く、逆にエージェントの少ない郊外ではポケストップの数はも少ない傾向があり、ゲームの進行にも影響するため都市部と郊外の格差問題が発生している。ポケモンの出現率も都会のほうが出やすく田舎は出にくくなっている。一方で郊外でプレイするユーザーの声として「冒険してる感は半端ない（原文ママ）」「山の中でポケモン見つけたときのテンションの上がり方は田舎に住んでる奴しか体感できないはず!」「自然の中でポケモンと遭遇する! 苦難を乗り越えてこそポケモントレーナーは成長する!」などが上がっている。
不正利用
チートなどの禁止事項を守らないユーザーが問題になっている。例えばBOTや位置偽装などの不正プログラムを用いて、不正にポケモン捕獲やポケストップ巡回の行為がある。よりアナログ的な手法で発覚を逃れるために、ドローンやGPS信号発生器を用いるユーザーもいる。
ゲームのアカウントを不正売買するのも禁止されているが、日本ではヤフオク!にアカウントを出品し20万円で取引されたケースも過去にあった。
運営側は、位置情報を偽装してプレイするユーザーに対して処分をしたり、不正ツールに対しては削除要請で公開停止にするなどの対策を行っている。
足跡機能一時削除による弊害
アメリカなどでポケモンGOが配信された当初、ポケモンを見つけやすくする足跡機能は機能していたが、日本で配信された頃には機能は停止していた。その後のアップデートでは足跡機能を改善するためにいったん削除された。そのため、ポケモンの出現場所などが分かるサードパーティ製のサービスが登場したが、アクセスが増えたためサーバーが不安定な状態になり、また未配信国への配信が遅れたり新機能の開発に影響が出るため、運営側はこれらのサードパーティ製のサービスを順次ブロックするようになった。
不審者と勘違いされやすいプレイヤー
ARモードでポケモンを捕まえるプレイヤーの姿が、まるで盗撮しているかのように見られ、また誤解されやすい傾向がある。ARモードはカメラの向きを意識的に操作しなければならないため、無意識にカメラを人に向けてしまうこともあり、これによる誤解やトラブルも多発している。

### メディア報道の問題点
ポケモンGOは急速に普及したため、当初はゲーマーが楽しく遊んでいる姿と警察などによる啓発活動とが報じられていたが、事故やトラブルが頻発し社会問題化するにつれ、厳しい報道姿勢で臨む傾向が強くなった。またポケモンGOによる「ながらスマホ運転」では、アプリの特異性から、通常の「ながらスマホ運転」と異なり具体名（ポケモンGO）も含めて報道がなされることが多い。こうしたことから、報道を見て判断した一部の観光施設より、名指しで「敷地内にポケモンを出さないで欲しい」などと要望するケースも存在する。
株式会社ジャストシステムが行った「位置情報アプリに関する実態調査」を、J-CASTニュースでは「ポケモンGO」が飽きられたかのように報じた。しかしこの報道に疑問を持ったITライターが他のゲームアプリと比較をしたところ、継続率は他のゲームアプリの2倍以上であることが発覚した。

### その他
ユーザーをターゲットにした事件
アメリカ合衆国において、ポケモンGOの「ルアーモジュール」を使用しプレイヤーをおびき寄せ、プレイヤーに対し強盗を行った事案が発生したほか、グアテマラでは少年2人が路上でポケモンGOを遊んでいたところ、スマートフォンを奪う目的の襲撃に遭い、1人が射殺される事件があった。
日本国内でも北海道帯広市にて、2016年7月31日未明にポケモンGOを路上でプレイしていた女性がわいせつ未遂に遭う被害が報告されている。
ゲームエリアからの除外申請
ポケストップやジムは著名なスポットに設定されている（Ingressのポータルのデータを流用して作られている）が、諸々の事情で設定を削除する場合はナイアンティックに対して削除申請を行うことができる。サービス開始後に削除申請を行った日本の主な企業・団体は以下の通りである。
- 広島平和記念公園（広島県広島市）および平和公園（長崎県長崎市）- 原爆死没者の慰霊施設であるために「参拝客・平和目的の観光客」を目的とした意図に基づき、「ポケストップ」および「ジム」に相応しくない意図での全要素を削除するよう要請し、受け入れられた。ただし、長崎市側は長崎原爆資料館のみの要請である。
- 最高裁判所 - 「裁判所は裁判や裁判の傍聴などを目的とする方が来庁する場所であるため」との意図で、全国の裁判所における「ポケストップ」および「ジム」の削除申請を行った。
- 名古屋市（愛知県）では、貯水施設の立ち入り禁止区域の設定除外を要請した。
- 東海第二発電所（茨城県那珂郡東海村）も除外設定を申し入れた。そして、原子力規制委員会は日本国内の原子力発電所の事業者に対し、構内への立ち入り禁止の徹底を喚起し、警備の強化を呼びかけた。また、東京電力も同様に、福島第一原子力発電所・福島第二原子力発電所・柏崎刈羽原子力発電所の除外設定を申し入れている。アメリカ合衆国では原発の駐車場に無断侵入した例もある。
- 北海道大学（北海道札幌市）では、ゲームをしながら歩いたり、自転車に乗ったりすることによって、事故を起こしたり、立入禁止区域などに侵入してしまう恐れがあるため、学内に設定されているポケモンなどの出現について削除要請を行った。

さらにポケモンGOのプレイヤーによる危険行為への対抗策として、自社の敷地内にポケモンが出現しないよう要望する企業・団体も現れている。
- JR各社・大手私鉄各社・日本地下鉄協会は連名で、乗客の安全確保の目的から鉄道施設内でキャラクターが出現しないように設定を求める要望書を関係事業者に提出した。
- NEXCO3社・本州四国連絡高速道路らは連名で、高速道路上やサービスエリア内でポケモンが出現しないように求める要望書簡を関係事業者に提出した。

## 認定
スポーツ庁が2019年7月1日に発表した『Sport in Life』プロジェクトでポケモンGOが認定第1号になった。『Sport in Life』は生活スタイルの一部としてスポーツを取り入れることを奨励するものである。

## 提携店舗制度
ポケモンGO開始当初の公式スポットは運営元のナイアンティックが選定した店舗や公共スポットであるが、近く企業からスポンサー料を受け取るスポットの受付に関する詳細を発表するとジョン・ハンケCEOが明かした。
本作上では、提携店舗となった場所にポケストップやジムとして登場するほか、特定の期間中に提携店舗で指定されたサービスを受けることで、後日に開催されるイベント「Pokémon GO Special Weekend」に参加可能となる。なお、下表の対象箇所は特記なき場合は日本国内のものとし、ポケストップやジムの対象数は発表当時の数字である。
| 提携企業                           | ポケストップ・ジムの対象                                                             | 提携開始日     | 提携終了日     |
| ---------------------------------- | ------------------------------------------------------------------------------------ | -------------- | -------------- |
| 日本マクドナルド                   | マクドナルド 2,900店舗                                                               | 2016年7月22日  | 2020年10月16日 |
| TOHOシネマズ                       | TOHOシネマズ全館（一部の劇場を除く）                                                 | 2016年8月9日   | 2018年8月7日   |
| ソフトバンク                       | ソフトバンクショップ、ワイモバイルショップ 約3,700店舗                               | 2016年9月      | 提携継続中     |
| イオン                             | イオングループ 日本国内外計3,498店舗                                                 | 2016年12月7日  | 2021年2月28日  |
| スターバックス                     | スターバックス アメリカ合衆国内約7,800店舗                                           | 2016年12月9日  | 提携継続中     |
| 伊藤園                             | 伊藤園の自動販売機 約1,800台、タリーズコーヒー 約200店舗                             | 2017年2月10日  | 提携継続中     |
| セブン-イレブン・ジャパン          | セブン-イレブン 約19,000店舗                                                         | 2017年4月14日  | 2021年10月31日 |
| ジョイフル                         | ジョイフル 789店舗                                                                   | 2017年4月26日  | 2019年11月     |
| カルチュア・コンビニエンス・クラブ | TSUTAYA 約1,200店（一部除く）                                                        | 2019年1月16日  | 2020年1月20日  |
| マツモトキヨシ                     | 日本国内および、タイ王国、台湾のマツモトキヨシグループ 約1,700店舗                   | 2019年6月11日  | 2021年12月31日 |
| INFORICH                           | 「ChargeSPOT」 5,000か所                                                             | 2019年8月5日   | 2022年11月30日 |
| 吉野家                             | 吉野家 約1,200店舗                                                                   | 2020年10月20日 | 2023年12月31日 |
| あきんどスシロー                   | スシロー 日本国内562店舗および、韓国・台湾・香港・シンガポールの店舗                 | 2020年10月27日 | 2022年10月31日 |
| 小田急グループ                     | 東京都・神奈川県・静岡県内の小田急グループのバス停約2,400か所                        | 2020年12月1日  | 2022年12月31日 |
| 住友生命保険                       | 全国の住友生命支社·支部                                                              | 2021年3月23日  | 提携継続中     |
| ドン・キホーテ                     | 全国のドン・キホーテグループ約460店舗                                                | 2021年11月1日  | 提携継続中     |
| ファミリーマート                   | ファミリーマート 約16,400店舗                                                        | 2021年11月2日  | 提携継続中     |
| はなまるうどん                     | はなまるうどん 約440店舗                                                             | 2021年11月10日 | 2022年12月     |
| 日本赤十字社                       | 関東・甲信越地方の献血ルーム                                                         | 2022年3月23日  | 提携継続中     |
| 南海グループ                       | 大阪府・和歌山県・徳島県内の南海グループの駅・バス停・商業施設・沿線施設 約1,300か所 | 2023年4月1日   | 提携継続中     |

## 既知の不具合
以下は2023年の状況を述べる。
- 最後のポケモンが気絶すると、ゲームの反応が鈍くなる場合がある。[286]
- 高速攻撃により、チャージ攻撃が機能しなくなることがある。[287]

これらの既知の不具合は、niantic公式で最新情報を提供している。既知の不具合についてはこちら